# Classe Vikram (1983)

La classe Vikram, sont une classe de neuf patrouilleurs construits conjointement par le chantier naval Mazagon de Bombay et Goa Shipyard de Vasco da Gama pour la Garde côtière indienne.

## Historique
Les navires de cette classe mesurent 74 mètres de long avec un faisceau de 11,4 mètres et sont armés d'un canon Bofors 40 mm Mk3 à direction optronique Mantra Defense Lynx ou d'un double canon naval de 30 mm CRN 91 naval gun (en). Ils sont propulsés par deux moteurs diesel SEMT Pielstick 16 PA6 V280 entraînant deux hélices. Les navires sont équipés d'un équipement antipollution, de deux moniteurs d'extinction d'incendie et d'une grue de quatre tonnes. Ils transportent également du matériel de plongée, deux embarcations d'inspection RIB, et un hangar pour un hélicoptère léger. Les navires de la classe Vikram ont un logement climatisé pour un équipage de 11 officiers et 85 marins enrôlés.

## Unités
| Nom          | N° de série | Quille            | Lancement        | Statut                                                                               |
| ------------ | ----------- | ----------------- | ---------------- | ------------------------------------------------------------------------------------ |
| ICGS Vikram  | 33          | 29 septembre 1981 | 26 décembre 1983 | retiré du service en 2012                                                            |
| ICGS Vijaya  | 34          |                   | 12 avril 1985    | retiré du service en 2012                                                            |
| ICGS Veera   | 35          | 30 juin 1984      | 3 mai 1986       | retiré du service en 2013                                                            |
| ICGS Varuna  | 36          | 1 février 1984    | 27 février 1988  | retiré du service en 2017 Transféré à la Garde côtière du Sri Lanka : SLCGS Suraksha |
| ICGS Vajra   | 37          | 31 janvier 1987   | 22 décembre 1988 | retiré du service en 2018                                                            |
| ICGS Vivek   | 38          | 5 novembre 1987   | 19 août 1989     | coulé en 2010                                                                        |
| ICGS Vigraha | 39          | 1 décembre 1988   | 12 avril 1990    | retiré du service en 2019                                                            |
| ICGS Varad   | 40          | 2 septembre 1989  | 19 juillet 1990  | retiré du service en 2017                                                            |
| ICGS Varaha  | 41          |                   | 11 mars 1992     | Transféré en 2006 à la Marine srilankaise : SLNS Sagara                              |